# Roll-on-roll-offschip

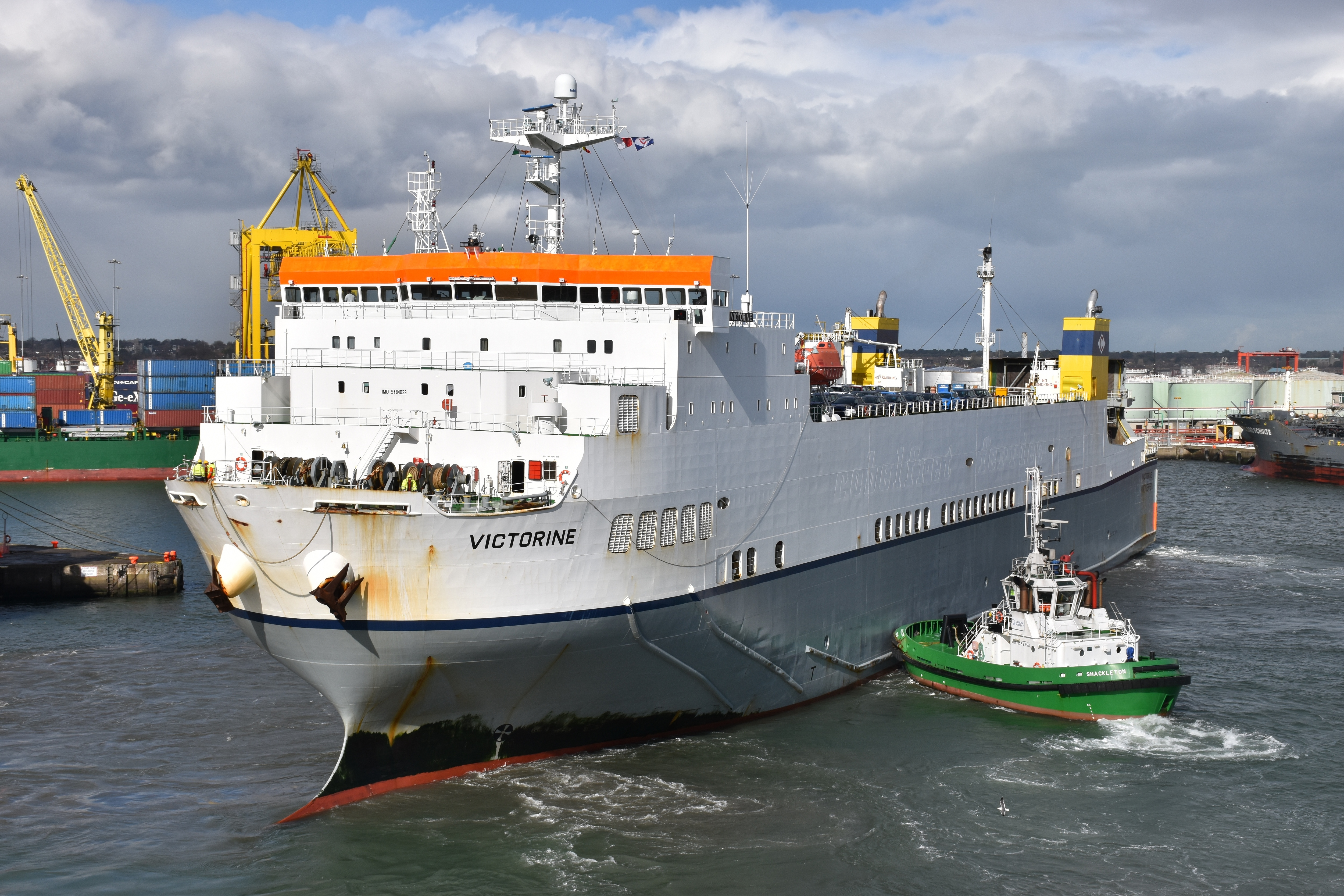
Roroschip Victorine, aankomst Dublin

Een roll-on-roll-offschip, of kortweg een roroschip, is een scheepstype met één of meer open of met een klep te sluiten horizontale dekken. Hierdoor wordt het mogelijk allerlei rollende lading zoals auto's, busjes, vrachtwagens of specifieke soorten rollende transporten aan en van boord te rijden en te parkeren, in tegenstelling tot laden en lossen door middel van hijsen. Dit is sneller en goedkoper.

## Geschiedenis

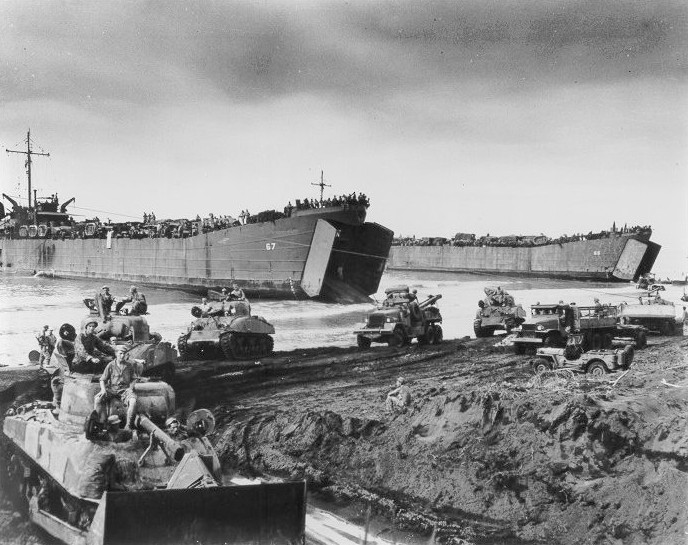
Landingsvaartuig Tweede Wereldoorlog

De oorsprong van de moderne roroschepen dateert uit het midden van de 19e eeuw. Stoomtreinen werden op die manier over de rivieren gezet om dan hun traject te kunnen vervolgen. Dit was het geval voor de veerboot over de Firth of Forth in Schotland. Die veerdienst is gestart in 1851. Tot die periode was het verladen van een schip een tijdrovende bezigheid. Gemotoriseerd transport maakte het noodzakelijk dat het proces van verladen versneld werd.
Bovenal is het roroverkeer ontstaan uit de militaire wereld, namelijk tijdens de Tweede Wereldoorlog. Er was een grote behoefte aan snel vervoer, laden en ontladen van verschillende typen vracht. Dit ging voornamelijk om rollend materieel zoals tanks, vrachtwagens en buitenmaatse ladingen. De landingsvaartuigen op D-Day zijn daar het meest sprekende voorbeeld van. Na de oorlog werd dit principe overgenomen door de koopvaardijschepen.
Vanaf 1950 werd roro populair bij de short sea ferry-routes. De snelheid waarmee men kon verladen was een grote troef. In het Verenigd Koninkrijk waren er al drive-on-plaatsen vanaf 1953. Toen lag de verhandeling van auto’s op 10.000 stuks per jaar. Begin jaren negentig telde men er 4,5 miljoen. Halverwege de jaren negentig waren er reeds meer dan 4600 roroschepen in de vaart. De voordelen van rorotransport zijn duidelijk merkbaar, in vergelijking met het toenemende wegvervoer.

## Principe

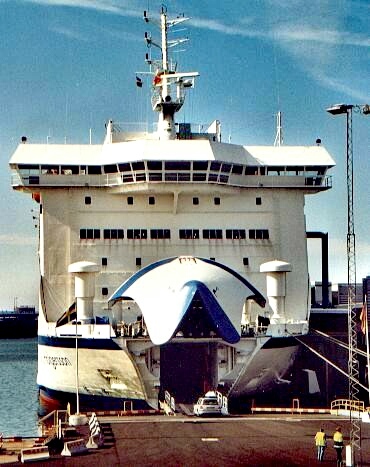
Laden van een roroschip

Zoals de naam al zegt kunnen auto’s, vrachtwagens, verladers e.d. rechtdoor het schip op- en afrijden. Roroschepen dienen niet alleen de industrie, maar hebben een rol gespeeld in de ontwikkeling van het toerisme. De groeiende omvang van het roroverkeer heeft ertoe geleid dat er zich sub-specialisatie in dit type vervoer opdrong. Zo kent men bulkschepen met bulk- en rorofunctie. Vervolgens kwamen er PCC-schepen of Pure Car Carriers, volledig gewijd aan het vervoeren van auto’s. Dit zorgde voor minder tijdverlies en schade in vergelijking met bulkcarriers waar men een lift-on-lift-offsysteem hanteert. Bovendien zijn roroschepen zo gebouwd dat, door de vorm van de waterlijn, de kostprijs van het vervoer veel lager werd. De schepen varen met een gunstiger snelheid met minder brandstofverbruik tot gevolg.
Roroverkeer is hoofdzakelijk actief tussen Europa en Noord-Amerika, Europa en het Midden-Oosten. Er is een belangrijk handelsverkeer tussen Noord-Amerika en het Caraïbisch gebied.
Vervoerslogistiek ondergaat veranderingen wereldwijd. Rorotransport is flexibel waardoor het de mogelijkheid heeft om in te spelen op de veranderende marktomstandigheden. Zo kan een roroschip tientallen verschillende havens bevoorraden zonder dat er lokaal grote infrastructuurwerken nodig zijn om het rorotrafiek te ontvangen.
De wereld van de rorovloot is onderverdeeld in verschillende typen.
Er zijn schepen ontworpen om:
- vrachtvoertuigen te vervoeren (PCTC)
- auto’s te vervoeren (PCC)
- auto’s en passagiers te vervoeren (ROPAX)
- auto’s en containers te vervoeren (CONRO).

Voor de roroschepen is de capaciteit van het aantal te vervoeren eenheden van belang. Bij het transport van personenwagens is dit redelijk vast te stellen daar de voertuigen redelijk vergelijkbaar zijn wat afmetingen betreft en de capaciteit is in aantallen voertuigen uit te drukken. Voor vrachtvoertuigen ligt dit anders, er zijn vrachtwagens, vrachtwagens met aanhangers, trekkers met of zonder oplegger en alleen opleggers en deze variëren sterk in lengte. Voor de breedte wordt standaard met 2.5 meter gerekend. Hiervoor wordt de capaciteit van het roroschip uitgedrukt in strekkende meters die op de dekken beschikbaar zijn. De Engelse term is lane meters.
Daarnaast zijn er roroachtige schepen die een soort rorosysteem hebben, maar geen zuivere roroschepen zijn.
Voorbeelden daarvan zijn:
- Sto-Ro-schepen waarbij men, nadat de lading aan boord is gebracht, de wielen weer van boord worden genomen. Een variant is lolo (load on/load off) waarbij de lading verticaal aan boord gebracht wordt met een kraan.
- Float-On/Float-Of is een semiafzinkbaar schip. Het ondergedompelde schip wordt onder het te vervoeren object geschoven en dan droog vervoerd.
- Trot-On/Trot-Off is een schip om levende dieren te vervoeren van bijvoorbeeld het ene graaseiland naar een ander graaseiland. In de Scandinavische landen past men dit toe voor rendierenvervoer.

Ook het transportschip Zr.Ms. Karel Doorman en de twee amfibische transportschepen van de Koninklijke Marine, namelijk Zr.Ms. Rotterdam L800 en Johan de Witt L801, zijn roroschepen. De brede dubbelwandige romp van de twee laatstgenoemde voorkomt dat het schip kapseist wanneer het dek volloopt met water.

## Laden en lossen van roroschepen

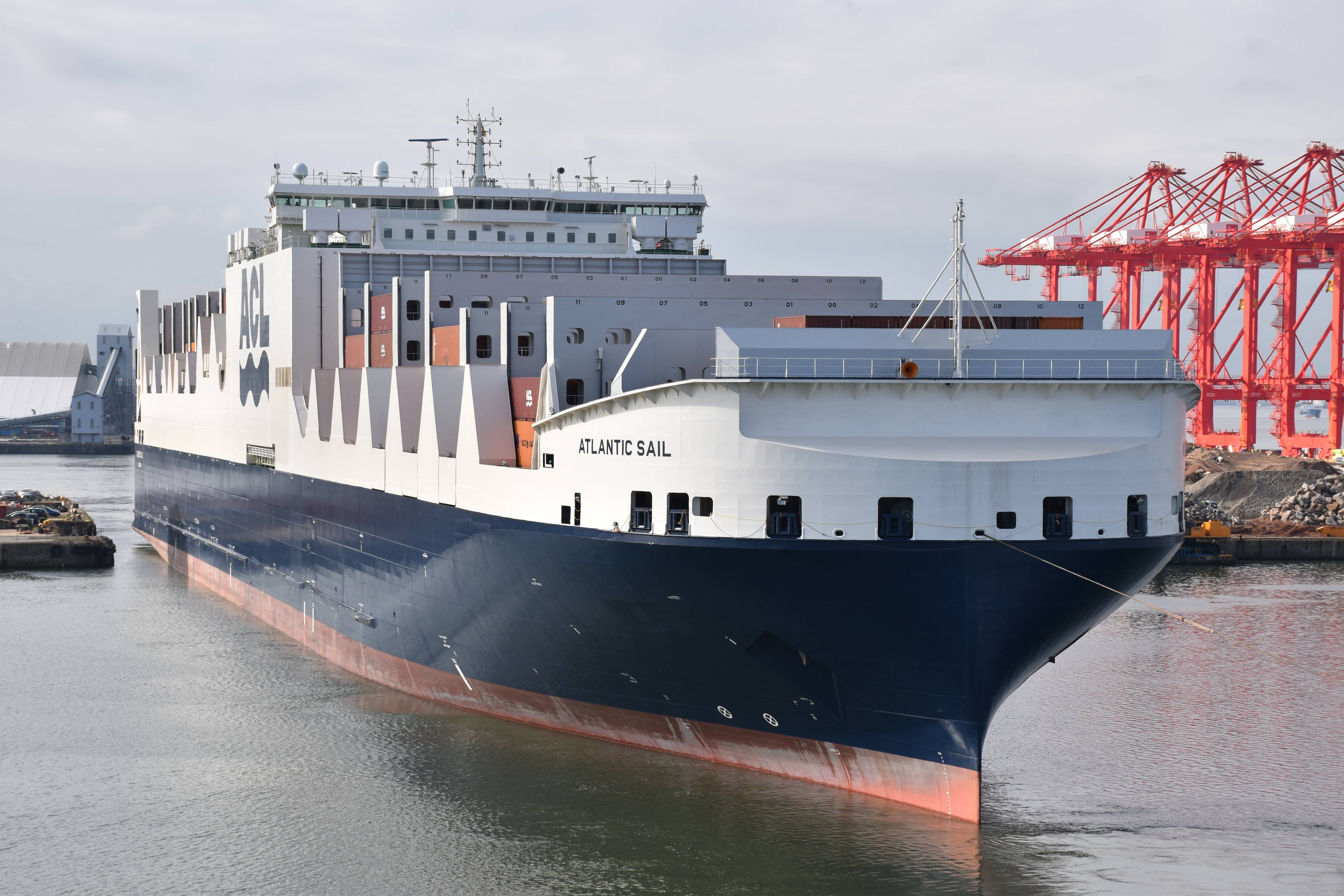
CONRO-schip Atlantic Sail van de Atlantic Container Line (Grimaldi Lines)

Een roll-on-roll-offschip, of kortweg een roroschip, is een scheepstype met een laadklep of ramp van achteren. Hierdoor wordt het mogelijk allerlei rollende lading aan boord te laten rijden zoals auto's en busjes, vrachtwagens maar ook allerlei projectlading. Veel van deze schepen hebben ook de mogelijkheid om containers te vervoeren en worden dan ook wel con-ro-schepen genoemd. Het schip op de afbeelding kan bijvoorbeeld ongeveer 950 auto's/busjes, 575 vrachtwagens en 4550 standaardcontainers tegelijkertijd meenemen.
In tegenstelling tot veel andere scheepstypen die verdeeld zijn in ruimen die van bovenaf te laden en lossen zijn, is een roroschip verdeeld in verschillende horizontale compartimenten (dekken). Alle dekken zijn bereikbaar via de hoofd-hellingbaan en één of meerdere interne hellingbanen. In de maritieme sector wordt naar deze hellingbanen verwezen met de Engelse benaming ramp. In veel roroschepen zijn enkele dekken zogenaamde 'hangende dekken' verdeeld in panelen en daardoor in hoogte verstelbaar. Hierdoor is de hoogte van het daaronderliggende vaste dek variabel en kan daarin dus lading van verschillende hoogte geladen worden.

## Veiligheid
Het scheepstype lag na de ramp met de Herald of Free Enterprise onder vuur vanwege de grote autodekken die over de volle lengte en breedte doorliepen om snel te kunnen laden. Zodra een dergelijk schip water maakt, zorgt het vrije vloeistofoppervlak voor een snelle afname van de stabiliteit en kan het snel kapseizen. Het zou tot na de ramp met de Estonia duren voordat de IMO de SOLAS aanpaste met onder andere meer eisen aan lekstabiliteit voor roroschepen.
Compartimentering is belangrijk. Ook het beveiligen van de lading vraagt een grote zorg bij rorovervoer. Alles dient vastgesjord te worden. Er is veel handenarbeid nodig om verschuiven van ladingen te voorkomen. De krachten dwars op het schip zijn het grootst, wat betekent dat dwars vastzetten zeer belangrijk is. De soorten lashings zijn: kettingen, spanbanden, sjorren, een boksysteem (trestle) onder het wheelless einde van een oplegger. Ten slotte, maar niet het minst belangrijk, is er een goed communicatiesysteem benodigd tussen de verschillende dekken.

## Roroferry's

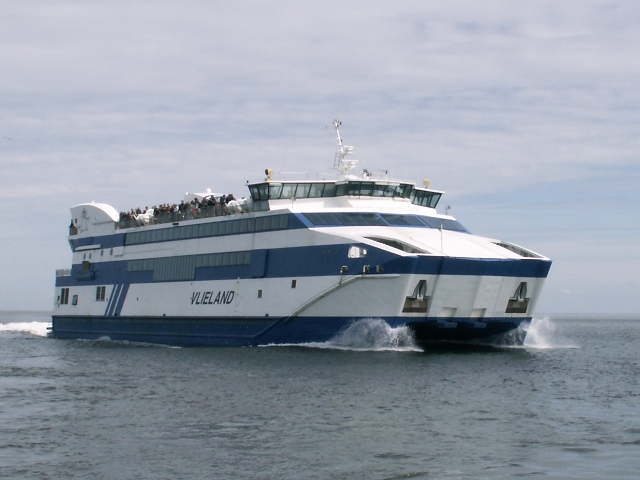
De roroferry MS Vlieland

Er zijn ook veerboten van het roll-on-roll-offtype, deze worden meestal aangeduid als roll-on-roll-off-ferry's, of kortweg roroferry's. Met deze veerboten gaan geen containers mee, daarentegen is er ruimte voor passagiers. De meeste roroferry's hebben een laadklep aan de voor- én achterkant, zodat auto's er vooruit rijdend en zonder te keren op en af kunnen rijden.
Er bestaan verschillende varianten op het roroconcept. Zo wordt met de afkorting ROPAX (roll on/roll off passenger) verwezen naar roroveerboten die ook voorzien zijn van passagiersaccommodatie. Technisch gesproken omvat dit begrip alle veerboten met een roll-on-roll-off-autodek en de mogelijkheid passagiers te vervoeren. In de praktijk worden schepen met faciliteiten voor meer dan 500 passagiers vaak cruiseferry's genoemd.
Ook in verschillende marines zijn roroschepen in gebruik, veelal amfibische transportschepen. Deze zijn vaak uitgerust met brede dubbelwandige rompen om te voorkomen dat ze kapseizen wanneer het dok volloopt met water.